# Шейн ван Арле
Шейн ван А́рле (нід. Shane van Aarle; нар. 5 червня 2006) — нідерландський футболіст, захисник клубу «Ювентус», який виступає за резервну команду «Ювентус Некст Джен».

## Клубна кар'єра
Вихованець бельгійських команд «Брюгге» і «Мускрон», в 2022 року приєднався до академії нідерландського «Ейндговена». 9 грудня 2024 року дебютував в основному складі «Ейндговена» в матчі Еерстедивізі проти клубу «Йонг Утрехт», вийшовши на заміну Колліну Седорфу.
14 травня 2025 року перейшов в італійський «Ювентус», підписавши чотирирічний контракт з резервною командою «Ювентус Некст Джен».

## Кар'єра в збірній
Виступав за збірну Нідерландів до 19 років.
В травні 2025 року потрапив в заявку збірної до 19 років на юнацький чемпіонат Європи в Румунії. На турнірі провів один матч, а його команда вперше в історії стала переможцем чемпіонату Європи в цій віковій категорії.

## Статистика виступів
Станом на 9 травня 2025 
| Клуб               | Сезон             | Чемпіонат         | Чемпіонат | Чемпіонат | Кубок | Кубок | Єврокубки | Єврокубки | Інші  | Інші | Всього | Всього |
| Клуб               | Сезон             | Дивізіон          | Матчі     | Голи      | Матчі | Голи  | Матчі     | Голи      | Матчі | Голи | Матчі  | Голи   |
| ------------------ | ----------------- | ----------------- | --------- | --------- | ----- | ----- | --------- | --------- | ----- | ---- | ------ | ------ |
| Ейндговен          | 2024–25           | Еерстедивізі      | 18        | 0         | 1     | 0     | —         | —         | —     | —    | 19     | 0      |
| Ювентус Некст Джен | 2025–26           | Серія C           | 0         | 0         | —     | —     | —         | —         | —     | —    | 0      | 0      |
| Всього за кар'єру  | Всього за кар'єру | Всього за кар'єру | 18        | 0         | 1     | 0     | 0         | 0         | 0     | 0    | 19     | 0      |

## Досягнення
Збірна Нідерландів (до 19)
- Переможець юнацького чемпіонату Європи (до 19 років): 2025[10]